# Asemolea crassicornis
Asemolea crassicornis là một loài bọ cánh cứng trong họ Cerambycidae.